# Jüdischer Friedhof (Karbach)
Der Jüdische Friedhof Karbach im unterfränkischen Karbach, einem Markt im Landkreis Main-Spessart, liegt südlich von Karbach und enthält nach aktueller Zählung etwa 230 Grabsteine (Mazewot) in 16 Reihen.

## Geschichte
Die seit 1812 durchgeführten Bemühungen der jüdischen Gemeinde von Karbach um einen eigenen Friedhof führten im Ort zur Uneinigkeit, die von dem Rabbiner Seckel Löb Wormser geschlichtet wurde.
Die erste Bestattung auf dem Friedhof fand im März 1819 statt, als der 73-jährige Reitz Rosenband beigesetzt wurde. Auf dem Friedhof fanden auch verstorbene Juden aus Erlenbach, Homburg (seit 1852) und Marktheidenfeld ihre letzte Ruhe. Im Jahre 1881 entstand die hohe, den Friedhof umgebende Steinmauer. Am 17. Oktober 1938 wurde mit Max Guttmann der letzte Verstorbene auf diesem Friedhof beigesetzt.
Im Jahre 1977 setzten Schüler der 10. und 11. Klasse des Balthasar-Neumann-Gymnasium von Marktheidenfeld unter Leitung von Leonhard Scherg den Friedhof in Stand. Diese Arbeit wurde zehn weitere Jahre lang durchgeführt.
1982 kam es zu einer Schändung des Friedhofs, bei der zwei Grabsteine zerstört wurden.
Im Jahr 1983 entstand in der Nähe des Eingangs ein Mahnmal zum Andenken an die Toten und das Leid der jüdischen Mitbürger.